# Длуголенка-Сьверкля
Длуголенка-Сьверкля (пол. Długołęka-Świerkla) — село в Польщі, у гміні Подегродзе Новосондецького повіту Малопольського воєводства.
Населення — 873 особи (2011).
У 1975-1998 роках село належало до Новосондецького воєводства.

## Демографія
Демографічна структура станом на 31 березня 2011 року:
|          | Загалом | Допрацездатний вік | Працездатний вік | Постпрацездатний вік |
| -------- | ------- | ------------------ | ---------------- | -------------------- |
| Чоловіки | 437     | 121                | 281              | 35                   |
| Жінки    | 436     | 124                | 243              | 69                   |
| Разом    | 873     | 245                | 524              | 104                  |